# Porsche 944
Porsche 944 je sportovní automobil, který se vyráběl od roku 1982 do roku 1991.

## Historie
Porsche 944 je osobní sportovní automobil německého výrobce Porsche AG, vyvinutý ze základu modelu 924. Výroba modelu Porsche 944 byla zahájena v roce 1982. Původně byl model Porsche 944 zamýšlen jako nástupce modelu Porsche 924, ovšem ve skutečnosti se oba typy vyráběly souběžně dále. Výroba Porsche 944 byla ukončena v roce 1991 a jeho nástupcem se stal model Porsche 968. Model Porsche 944 přinesl firmě Porsche velký úspěch. Vyrábělo se několik variant: 944, 944 S (Super), 944 Turbo, 944 S2 a 944 Turbo S. Během let výroby byl tento model dostupný také ve verzi "kabriolet". 
Model Porsche 944 byl sice z velké části založen na svém předchůdci, modelu Porsche 924, ale hlavní rozdíl se skrýval "pod kapotou". Zatímco verze 924 byla poháněna 2L agregátem převzatým od koncernového partnera AUDI (model Audi 100), v modelu 944 byl použit motor konstrukce Porsche. Tento agregát byl odvozen z 5L osmiválce z modelu Porsche 928 (byla použita prakticky polovina tohoto osmiválce, s dodatečným vyvážením proti vibracím). Nabídka motorů 2,5L byla později doplněná verzí 2,7L a 3,0L (také vlastní konstrukce firmy Porsche). Změnil se také podvozek. Karosérie byla rozšířena, základními rozměry vycházela z verze 924 Carrera GT a konstruktéři Porsche v tomto případě použili hliníková ramena a kotoučové brzdy na všech kolech.
V roce 1983 byla základní výbava vozidla rozšířena o ukazatel okamžité spotřeby, AL kola, elektrická zrcátka, čelní sklo s integrovanou anténou, tónovaná skla a částečně i interiér. Model 944 S byl vždy vybaven katalyzátorem, sériovou pětistupňovou převodovkou, digitálně řízeným vstřikováním paliva, později i ABS, na přání i s 16" koly a posilovačem řízení. Motor byl stále klasický čtyřválec, avšak již čtyřventilový. Možností bylo i dělení sklopných zadních sedadel a elektricky vyhřívaná přední sedadla.
Výkon motoru se pohyboval od 163 koní do až 250 koní verze 944 Turbo S. Verze 944 S2 měla motor 3L o výkonu 211 koní (155 kW) a poznat ji lze podle předního nárazníku z jednoho dílu, spoileru pod zádí vozu a boční ochrannou lištou v barvě laku. S2 se vyráběla i v provedení kabriolet, samozřejmě stále s výklopnými světlomety jako verze 924. Spotřeba byla naměřena pro základní verzi 7 l/100 km při 90 km/h, 8,7 l při 120 km/h a ve městském provozu 11,4 l/100 km. Akcelerace z 0 na 100 km/h v základním provedení 8,4 sekundy a 1 km s pevným startem za 29 sekund.
Zřejmě největší předností tohoto typu je optimální rozložení hmotnosti, tzv. transaxle. Toto řešení znamenalo uložení motoru vpředu, podélně s osou, zatímco převodovka byla umístěna vzadu. Výsledkem je prakticky 50% / 50% rozložení hmotnosti na obě osy.
Výraznější změny se na modelu Porsche 944 projevily až v roce 1985. V první řadě byl přepracován interiér, včetně cirkulace vzduchu. Drobnější změny se projevily i na podvozku a dalších detailech. Tento mezityp je také označován jako "1985B" nebo "1985 1/2".
V České republice se těmto a podobným modelům Porsche věnuje internetový klub Porsche.108.CZ.

## Výroba
V letech 1982 až 1989 bylo vyrobeno 113 070 vozů Porsche 944, z toho jich bylo 56 921 vyvezeno do USA. Modernizovaná verze byla vyráběna od roku 1985.
| Modelový rok | Výroba | Zbytek světa | USA   | Poznámky       |
| ------------ | ------ | ------------ | ----- | -------------- |
| 1982         | 3921   | 3921         |       |                |
| 1983         | 14633  | 9127         | 5506  |                |
| 1984         | 26539  | 9921         | 16618 |                |
| 1985         | 23720  | 17553        | 6167  |                |
| 1986         | 17010  | 6109         | 10901 |                |
| 1987         | 10689  | 2343         | 8346  |                |
| 1988         | 5965   | 2226         | 3731  | 8 do Austrálie |
| 1989         | 10593  | 4941         | 5652  |                |
| Celkem       | 113070 | 56141        | 56921 |                |

### 944 Turbo (951)
Model Porsche 944 s Turbo motorem byl nabízen od roku 1985. Celkem bylo vyrobeno 25 107 vozů 944 Turbo, z toho jich bylo 14 235 vyvezeno do USA. Výkony tohoto modelu značně stouply oproti původní verzi – a to na 220 koní pro 6000 ot./min.
Pro tuto verzi se používalo také označení 951, resp. 952 pro britský trh (RHD verze).
| Modelový rok | Výroba | Zbytek světa  | USA          | Poznámky                               |
| ------------ | ------ | ------------- | ------------ | -------------------------------------- |
| 1985         | 178    | 178           |              |                                        |
| 1986         | 10273  | 2760          | 7513         |                                        |
| 1987         | 4955   | 1546 + 188 SP | 3210 + 11 SP |                                        |
| 1988         | 4097 * | 1875 + 94 SP  | 1874 + 98 SP | k tomu 126 SP Kanada a 30 SP Austrálie |
| 1989         | 4103   | 1333          | 1385         | 1385 Kanada                            |
| 1990         | 1251   | 1107          | 144          |                                        |
| 1991         | 875 †  | 875           |              |                                        |
| Celkem       | 25107  | 9331          | 14235        | 30 Austrálie, 1511 Kanada              |

- * – Včetně 1000 Turbo S
- † – Včetně 625 Turbo kabriolet. Jiný zdroj, článek Jerryho Slonigera v Excellence z října 1991, uvádí, že továrna vyrobila 525 vozů, z toho 255 bylo vyvezeno mimo Německo.

SP značí volitelnou sportovní výbavu.

### 944S
V roce 1987 byla nabídka modelů Porsche 944 doplněna verzí s motorem s 16 ventily. Tento typ 944S se vyráběl v letech 1987 a 1988, bylo vyrobeno celkem 12 936 vozů 944, z čehož jich bylo 8688 vyvezeno do USA.  Verze s 16V motory se označovaly jako "S", resp. "Super". Tato změna je spojená také s doplněním výbavy o přední airbagy a systém ABS (ve standardu, doposud se jednalo o doplňkovou výbavu na přání). Praxe ale ukázala na úskalí tohoto řešení. Modernizovaný motor sice znamenal nárůst výkonu na přibližně 190 koní, ovšem tento první 16V počin značky Porsche měl své nedostatky. Zatímco původní motory 8V jsou známé svou spolehlivostí, nezřídka se dožívaly i 500 tis. km provozu, u agregátů 16V docházelo k potížím s rozvodovými řemeny (samovolně praskaly). V roce 1988 byla na trh uvedena nejvýkonnější verze "944 Turbo S". Výkon motoru dosahoval 247 koní, čehož bylo dosaženo hlavně použitím větší turbíny, než u předchozí turbo verze. Zrychlení verze Turbo S z 0 na 100 km/h se udává na 5,5 s, maximální rychlost až 258 km/hod.
| Modelový rok | Výroba | Zbytek světa | USA  | Poznámky                    |
| ------------ | ------ | ------------ | ---- | --------------------------- |
| 1987         | 5862   | 3635         | 3127 | 100 SP                      |
| 1988         | 7074   | 1305         | 5562 | 20 Austrálie, 188 SP Kanada |

### 944S2
V letech 1989 až 1991 bylo vyrobeno celkem 14 071 vozů 944S2, z čehož jich bylo 3650 vyvezeno do USA. K tomu bylo vyrobeno ještě dalších 5640 kabrioletů 944S2, z čehož jich bylo do USA vyvezeno 2402.
V roce 1990 byl zahájen vývoj třetí řady "944S3". Porsche však tato řešení uplatnilo až u nástupce modelu 944, tj. v modelu Porsche 968 (výroba od roku 1992).
| Modelový rok | Výroba | Zbytek světa | USA  | Poznámky     |
| ------------ | ------ | ------------ | ---- | ------------ |
| 1989         | 7632   | 4941         | 2691 | 51 Austrálie |
| 1990         | 3321   | 2872         | 449  | 71 Austrálie |
| 1991         | 3118   | 2608         | 510  | 6 Austrálie  |
| Celkem       |        |              | 3650 |              |

### 944S2 kabriolet
| Modelový rok | Výroba | Zbytek světa | USA  | Poznámky |
| ------------ | ------ | ------------ | ---- | -------- |
| 1989         | ?      | ?            | 16   |          |
| 1990         | 3938   | 2114         | 1824 |          |
| 1991         | 1702   | 1140         | 562  |          |
| Celkem       |        |              | 2402 |          |

### 944 Special Edition
| Modelový rok | Výroba | Zbytek světa | USA  | Poznámky |
| ------------ | ------ | ------------ | ---- | -------- |
| 1989         | ?      | ?            | 16   |          |
| 1990         | 3938   | 2114         | 1824 |          |
| 1991         | 1702   | 1140         | 562  |          |
| Celkem       |        |              | 2402 |          |